# 개벼룩 (식물)
개벼룩은 한반도의 북부지방과 북반구 온대지방에 분포하는 여러해살이풀이다.
전체가 껄끄럽고 줄기는 가늘고 길며 곧게 서고 가지가 갈라지며 높이 10cm 안팎이고 잔털이 있다. 잎은 마주나며 잎자루가 없고 타원형이며 끝이 뭉뚝하고 길이 2cm 안팎이고 잔털이 있다. 꽃은 흰색으로 6 ~ 7월에 피며 취산꽃차례로서 잎겨드랑이 또는 줄기 끝에 나며 꽃자루가 가늘고 길다. 꽃잎도 5조각이고 거꿀 달걀꼴인데 꽃받침은 2배 정도의 길이이고 대개 수술은 10개, 암술대는 3개이다. 열매는 삭과로 넓은 달걀형인데 꽃받침보다 길며 숙존꽃받침이 있고 끝이 6조각으로 째진다.